# Opostega argentella
Opostega argentella là một loài bướm đêm thuộc họ Opostegidae. Nó được Bradley miêu tả năm 1957. Nó được tìm thấy ở quần đảo Solomon.
Con trưởng thành bay vào tháng 11.